# Циблі
Ци́блі — село Бориспільського району Київської області (Україна). Центр Циблівської сільської громади. Населення — 2700 осіб.

## Історія

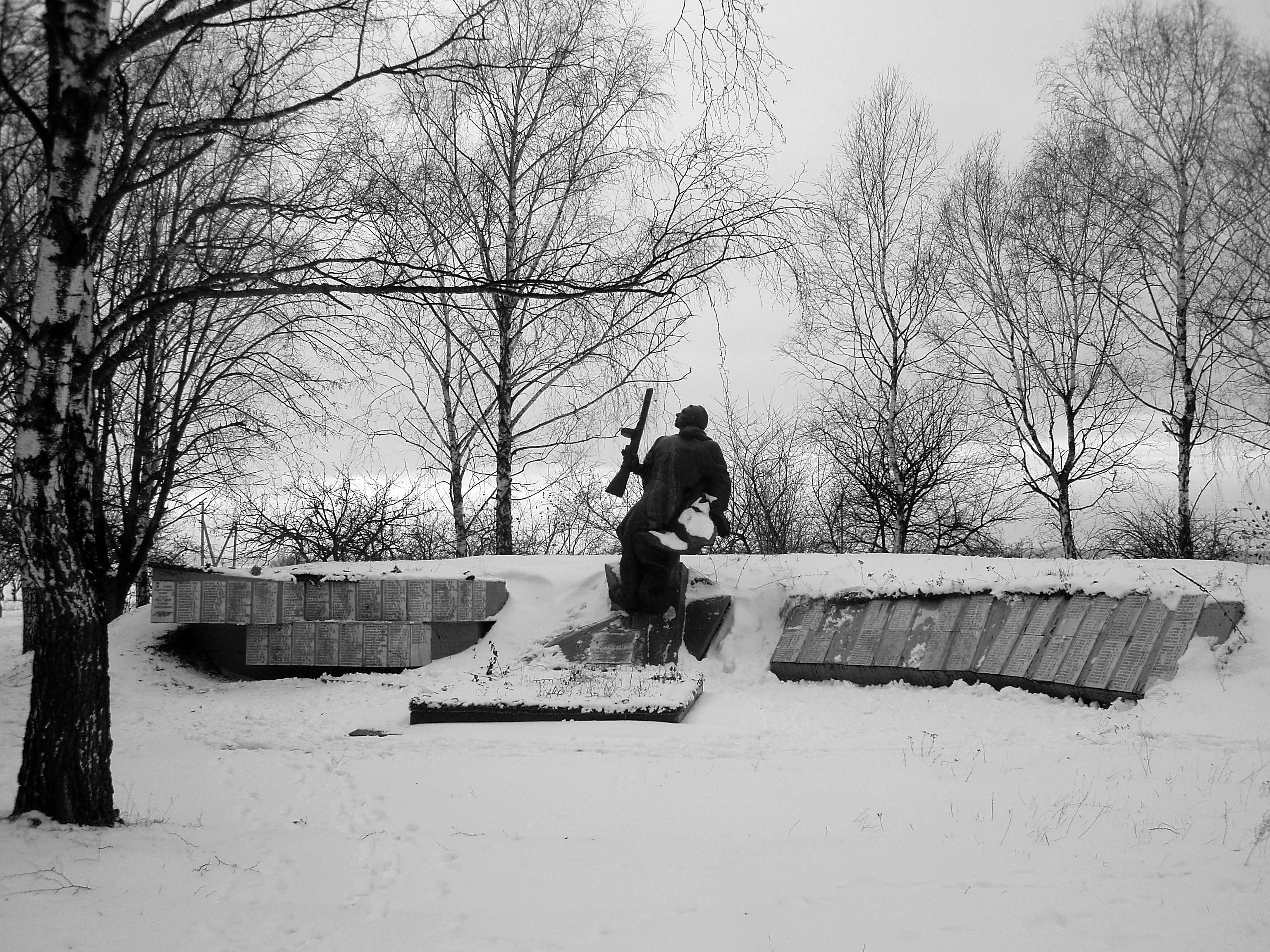
Братська могила воїнів Радянської армії і пам'ятник воїнам-односельцям, с. Циблі

Село (старе) Циблі виникло на берегах болотистої стариці протоки Дніпра — річки Цибля. Від неї ж і дістало свою назву.
Історія села Циблі умовно поділяється на два періоди: до затоплення і після.
На території відселеного і пізніше затопленого старого села жили люди з давніх часів. Археологами знайдено сліди життєдіяльності від найдавніших часів. Так, відомо про наявність пам'яток: неоліту, енеоліту (трипільська культура), епохи бронзи, ранньої залізної доби, слов'ян, давньоруської доби (городище, два поселення, курганний могильник), литовської та козацької доби.
Перша письмова згадка — в люстрації королівських земель руських 1622 р. — під назвою Cible.
На відомій карті французького інженера-картографа Гійома де Боплана від 1650 р. село помилково позначене на правому березі р. Дніпро під назвою — Ciblie. Тому питання датування виникнення села Циблі можна пов'язувати саме з початком активного освоєння Дніпровського Лівобережжя на початку XVII ст. Наявність відповідного археологічного (керамічного) матеріалу із затопленої території села цьому не перечить.

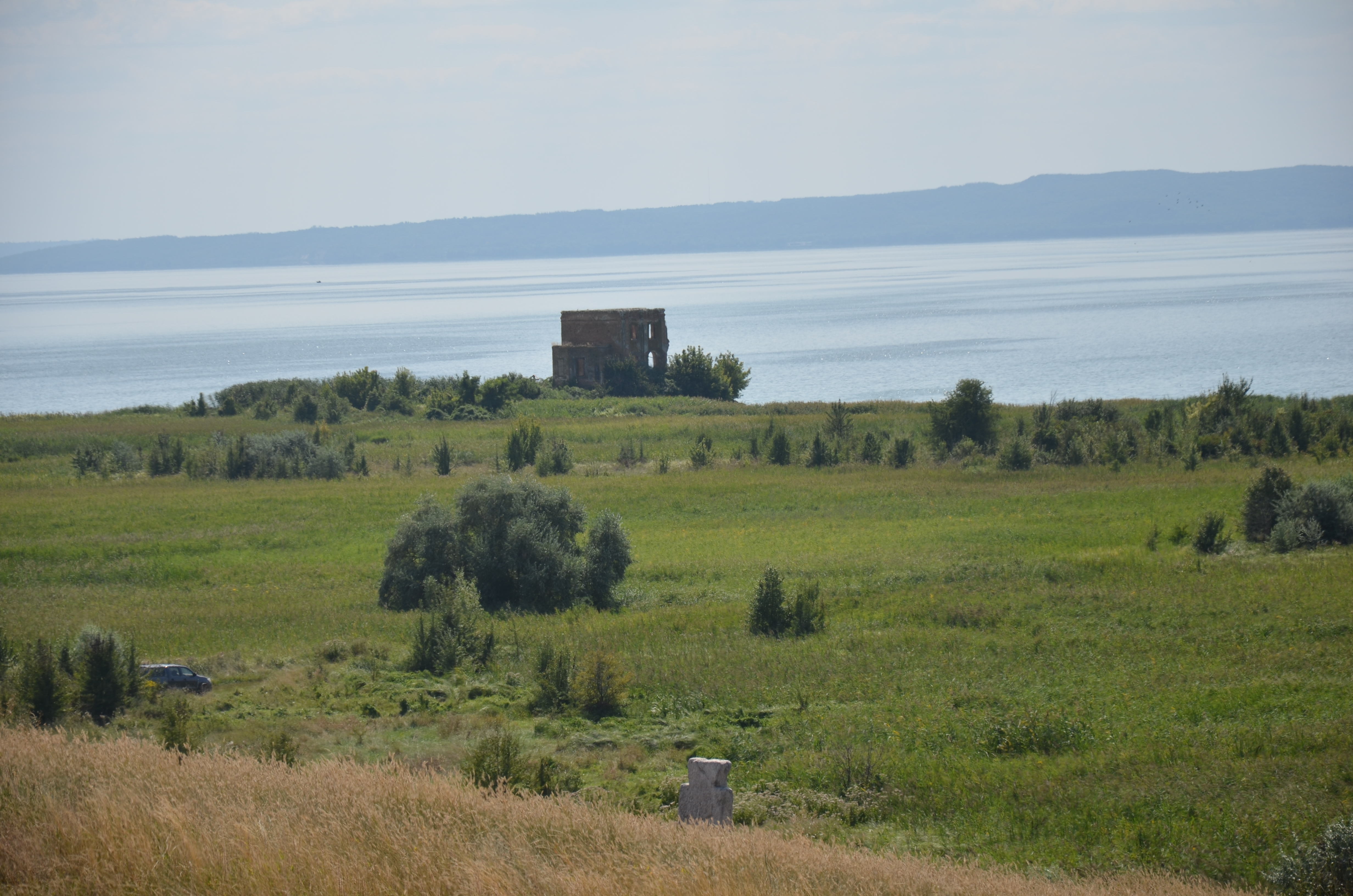
Краєвид узбережжя Канівського водосховища з церквою святого Іллі в с. Циблі

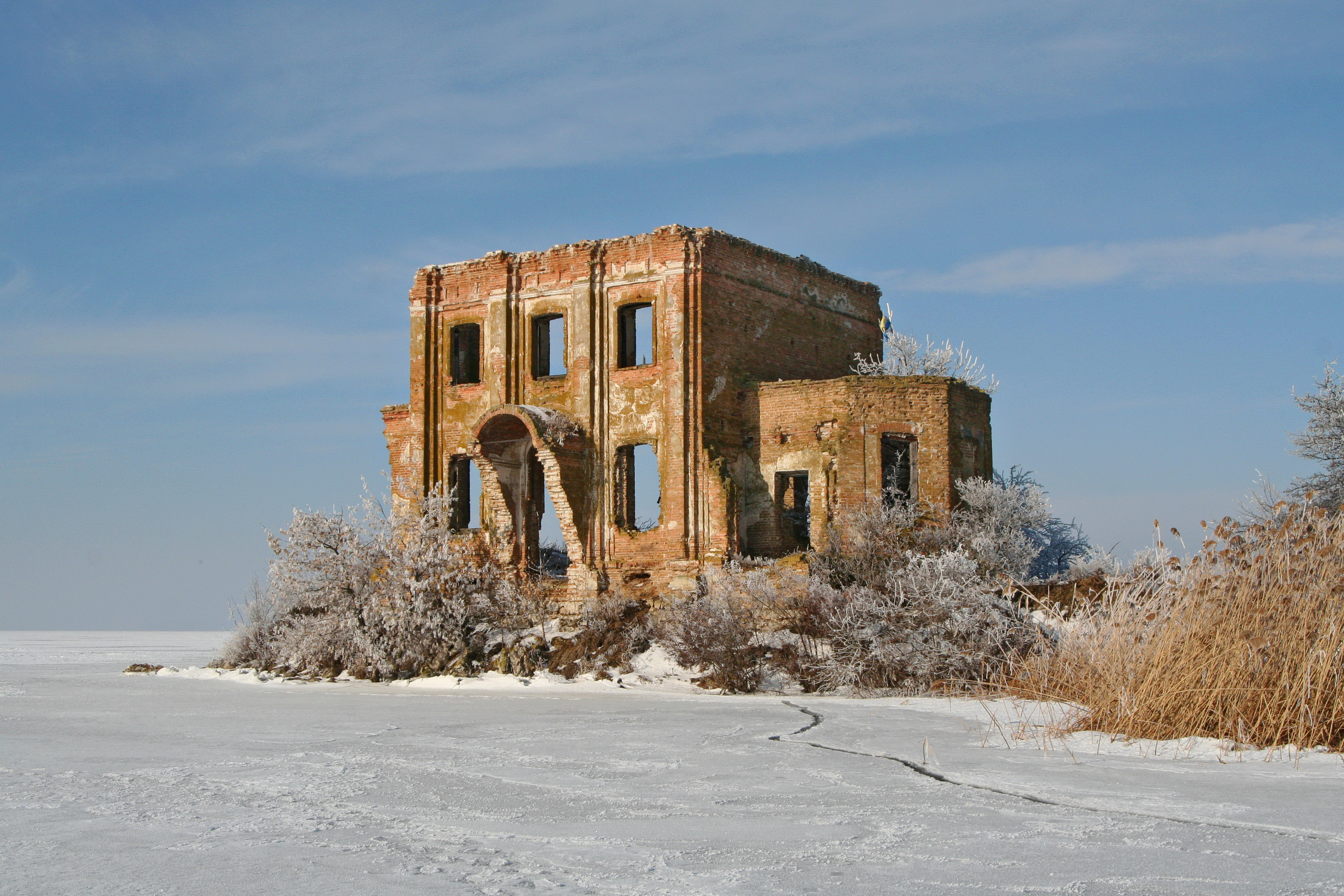
Церква святого Іллі в с. Циблі

Кутки «старого» села Циблі: «Хутір», «Село», «Слобода», «Підпоринці», «Бойки», «Лесики», «Омеляни», «Лесики» або «Лесиківщина», «Царенники», «Погорілівщина», «Сопляків хутір», «Вуличка», «Горобці», «Шабаровщина», «Малеїнове».
З 1648 по 1782 р. козаки села Циблі входили до Другої сотні Переяславського полку, яка нараховувала іноді  219 козаків.
Згадується також і в писемних джерелах другої половини XVII ст. Так, Павло Тетеря своїм універсалом дарує Києво-Межигірському монастиреві фільварок у с. Попівцях над р. Трубіж, Калитинський гай під с. Циблі та сіножать за с. В'юнищі (Київ, 18 травня 1658 р.).
На 1790 рік мала 2 церкви: св. Іллі, св. Кирила.
У 1929 році в селі Циблі було 342 двори, проживало 2211 осіб. Того ж року створено колгосп імені Паризької комуни. Загальна кількість померлих від голоду — 1200 осіб, встановлено імена 695, причому, якщо у 1932 році померло 100 селян, то у 1933-му — 595.
У зв'язку з будівництвом Канівської ГЕС і створенням штучного водосховища постало питання про переселення придніпровських сіл Переяслав-Хмельницького району. Офіційно про це мешканцям села Циблі повідомили на загальних сільських зборах 1964 року.
Сучасне село (нові) Циблі виникло після затоплення в 1970-х роках Дніпрової заплави водами водосховища. Поселення повністю перенесли на сусідній високий берег. Напівзруйнована сільська церква святого Іллі залишилася на прибережному острові.

## Населення

### Мова
Розподіл населення за рідною мовою за даними перепису 2001 року:

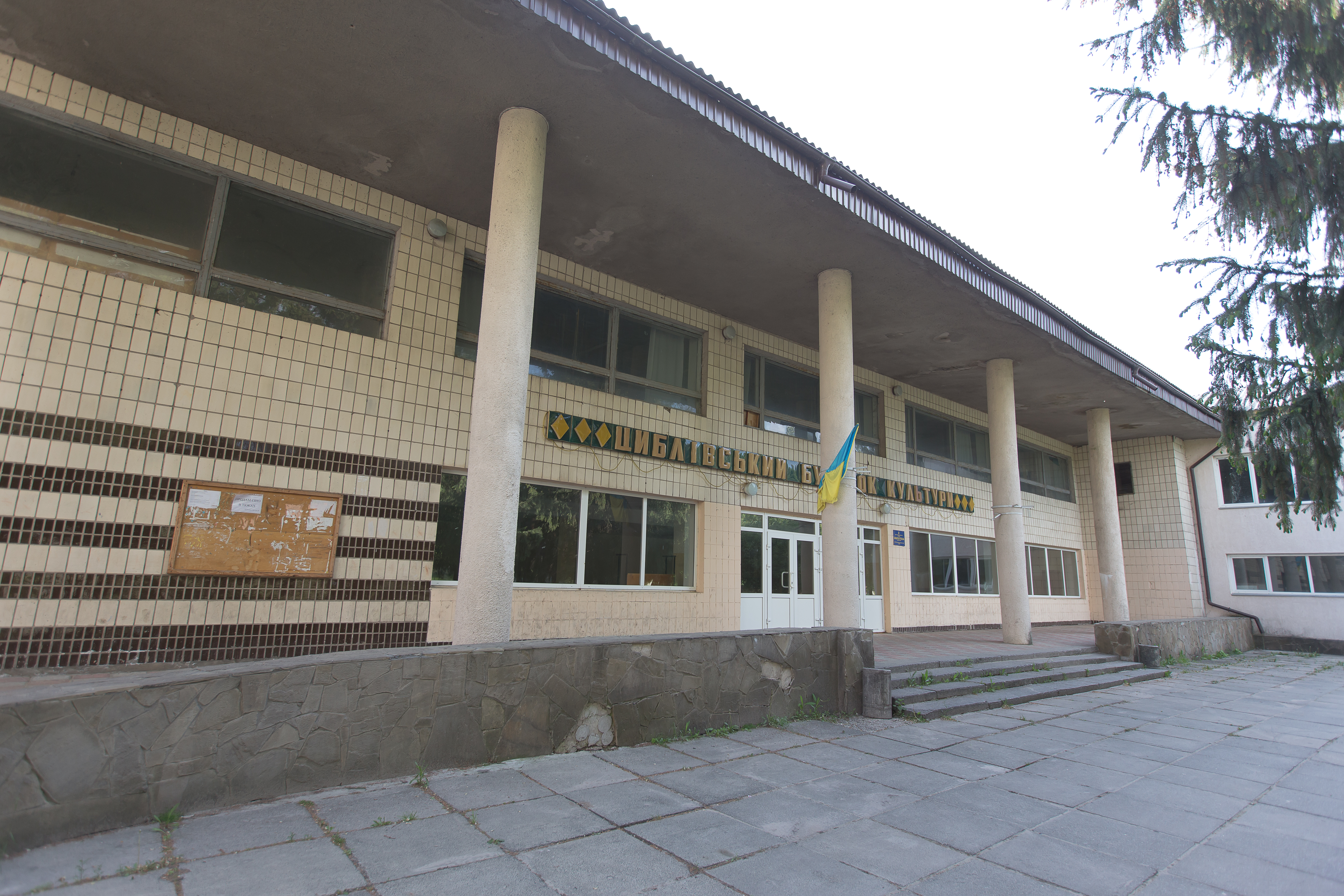
Циблівський Будинок культури та бібліотека філія № 20

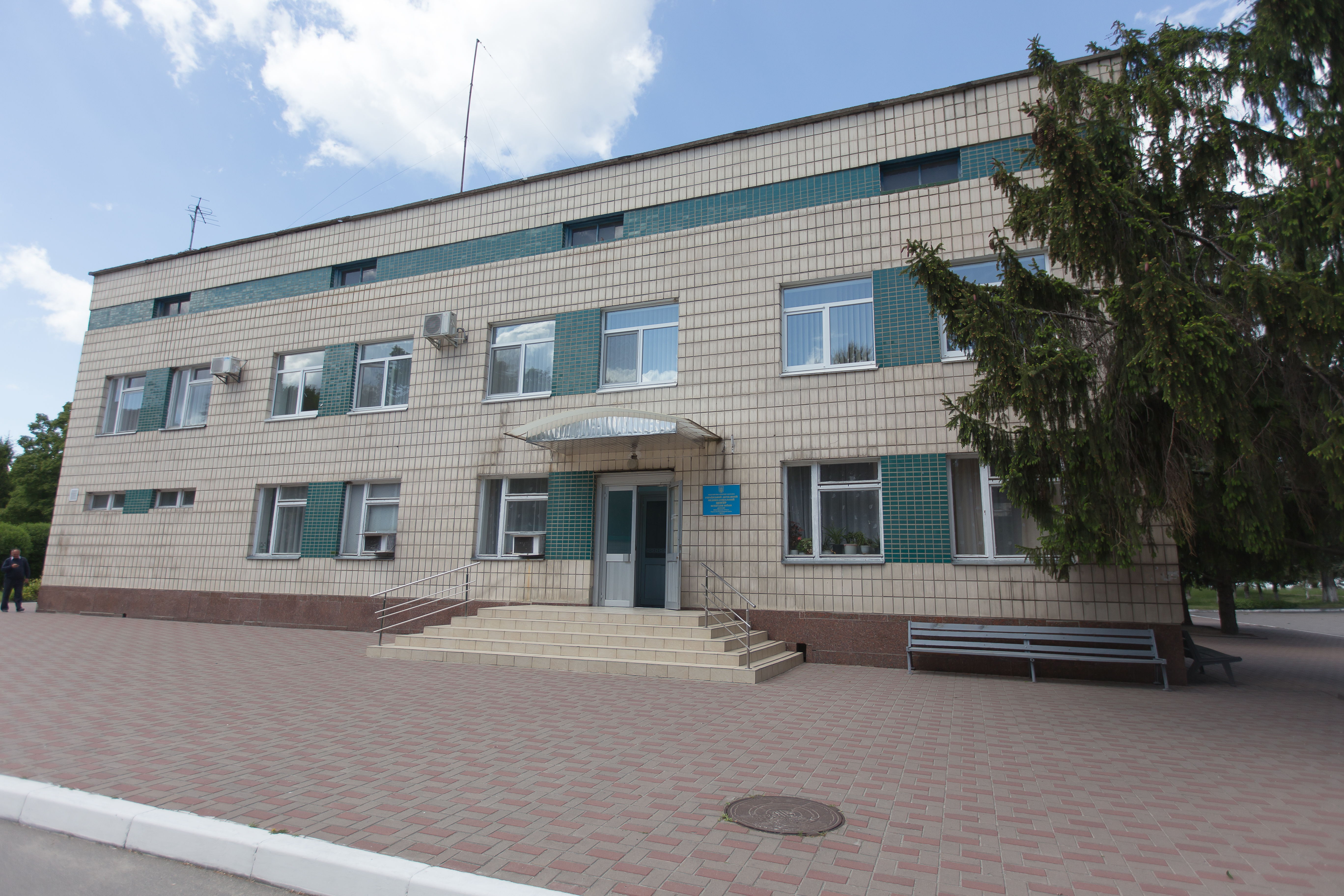
Адмінбудівля Українського державного медико-соціального центру ветеранів війни, с. Циблі

| Мова            | Кількість | Відсоток |
| --------------- | --------- | -------- |
| українська      | 2934      | 95.60%   |
| російська       | 129       | 4.19%    |
| вірменська      | 4         | 0.13%    |
| польська        | 1         | 0.04%    |
| інші/не вказали | 1         | 0.04%    |
| Усього          | 3069      | 100%     |

## Медицина
У селі є аптека й амбулаторія. Також неподалік від села є Український державний медико-соціальний центр ветеранів війни, в якому весь рік лікують та оперують ветеранів.

## Культура
У селі є декілька творчих колективів, танцювальна школа, театральна студія та гурток малювання.

### Перелік творчих колективів
- Дитячий танцювальний зразковий ансамбль «Ластівка», керівник Надія Володимирівна Данько.
- Народний хор «Дніпрові хвилі», керівник Микола Козачук.
- Театральна студія «Оберіг», художній керівник Наталія Мостова